# Code de la mutualité
Pour les articles homonymes, voir mutualité.
Lire en ligne

https://www.legifrance.gouv.fr/codes/id/LEGITEXT000006074067/

Le Code de la mutualité est un recueil des textes juridiques français qui déterminent le statut, la composition et le fonctionnement des organismes mutualistes.

## Historique
Le code est précédé par la Charte de la mutualité adoptée en 1898.
En 1945, deux ordonnances viennent remodeler l'activité des mutuelles : celle du 4 octobre prive la mutualité de la gestion des caisses d'assurances sociales ; celle du 19 octobre (n° 45-2456) qui redéfinit la mutualité.
La loi Morice de 1947 reconnaît à la Mutualité le droit de constituer des sections locales de sécurité sociale, consacrant ainsi sa position d'organisme complémentaire du régime légal.
Le décret n° 55-1070 du 5 août 1955 rassemble les différentes modifications dans le Code de la mutualité.
Le code est modifié par la loi n° 85-773 du 25 juillet 1985, suivie du décret n° 86-384 du 13 mars 1986, afin d'élargir le champ d'intervention et les moyens des mutuelles et de « normaliser » des conditions de mise en concurrence avec les sociétés à but lucratif ; la tutelle administrative est allégée.
En 1989 est créée la commission de contrôle des mutuelles et institutions de prévoyance (CCMIP).
Le code est refondu par l’ordonnance no 2001-350 du 19 avril 2001 afin de transposer les directives européennes 92/49/CEE et 92/96/CEE du Conseil des 18 juin et 10 novembre 1992. Les activités d’assurance sont séparées des réalisations sanitaires et sociales.
En 2003 est instituée une autorité de contrôle des assurances et des mutuelles (Acam).
Les sociétés d'assurance mutuelle dépendent du Code des assurances et non du Code de la mutualité.
Dans le secteur agricole, les « caisses 1900 » — assurances mutuelles agricoles issues de la loi du 4 juillet 1900 — sont soumises au Code des assurances et au Code rural ; les caisses de mutualité sociale agricole dépendent, elles, du seul Code rural.

## Principales dispositions
L’alinéa I de l’article L111-1 définit ainsi une mutuelle : « Les mutuelles sont des personnes morales de droit privé à but non lucratif. Elles acquièrent la qualité de mutuelle et sont soumises aux dispositions du présent code à dater de leur immatriculation dans les conditions fixées par décret en Conseil d’État. Elles mènent, notamment au moyen des cotisations versées par leurs membres, et dans l'intérêt de ces derniers et de leurs ayants droit, une action de prévoyance, de solidarité et d'entraide, dans les conditions prévues par leurs statuts, afin de contribuer au développement culturel, moral, intellectuel et physique de leurs membres et à l'amélioration de leurs conditions de vie. […] »
L'acquisition du statut n'est acquise qu'après immatriculation auprès du secrétaire général du Conseil supérieur de la mutualité.

## Structure

### Livre I
Le livre I du Code de la mutualité est relatif aux règles générales applicables à l'ensemble des mutuelles, unions et fédérations.

### Livre II
Le livre II est relatif aux mutuelles pratiquant des opérations d'assurance, de réassurance et de capitalisation.

### Livre III
Le livre III concerne les mutuelles et unions pratiquant la prévention, l'action sociale, la gestion de réalisations sanitaires et sociales ou encore les services de soins et d'accompagnement mutualistes (SSAM).

### Livre IV
Le livre IV définit les relations avec l'État et les autres collectivités publiques.

### Livre V
Le livre V définit les manières dont sont contrôlées l'activité des mutuelles et unions.

### Livre VI
Le livre VI contient les dispositions d'application du Code de la mutualité.